# 4105 Tsia
4105 Tsia este un asteroid din centura principală, descoperit pe 5 martie 1989 de Eleanor Helin.